# Klokejsarfoting
Klokejsarfoting (Unciger foetidus) är en mångfotingart som först beskrevs av Carl Ludwig Koch 1838.  Klokejsarfoting ingår i släktet Unciger och familjen kejsardubbelfotingar. Arten är reproducerande i Sverige. Inga underarter finns listade i Catalogue of Life.